# International Judo Federation
L'International Judo Federation è la federazione internazionale che regola il Jūdō a livello mondiale. Fu fondata nel luglio 1951 ed inizialmente era formata dalle federazioni europee e da quella argentina, mentre molte altre aderirono nei dieci anni successivi.
Oggi la IJF conta 200 Federazioni Nazionali e stima che nel mondo ci siano circa 20 milioni di persone che praticano judo.

## Storia
Dal 2009, la IJF ha organizzano annualmente i Campionati del Mondo e le competizioni del IJF World Tour.
La IJF inizialmente ha nominato il presidente russo Vladimir Putin come suo presidente onorario e ambasciatore dell'IJF nel 2008.
Queste nomine sono state sospese nel 2022 a causa dell'invasione Russa dell'Ucraina.

Sono state cancellate anche tutte le competizioni in Russia, gli atleti sono però autorizzati a competere come atleti individuali neutrali.

## Presidenti della IJF
| N. | Periodo     | Nome                  | nazionalità   |
| -- | ----------- | --------------------- | ------------- |
| 1  | 1951 – 1952 | Aldo Torti            | Italia        |
| 2  | 1952 – 1965 | Risei Kanō            | Giappone      |
| 3  | 1965 – 1979 | Charles Palmer        | Regno Unito   |
| 4  | 1979 – 1987 | Shigeyoshi Matsumae   | Giappone      |
| 5  | 1987 – 1989 | Sarkis Kaloghlian     | Argentina     |
| 6  | 1989 – 1991 | Lawrie Hargrave       | Nuova Zelanda |
| 7  | 1991 – 1995 | Luis Báguena Salvador | Spagna        |
| 8  | 1995 – 2007 | Yong Sung Park        | Corea del Sud |
| 9  | 2007 –      | Marius Vizer          | Romania       |

## Federazioni continentali
Dal 2007 la IJF conta 191 federazioni nazionali affiliate, rappresentate dalle 5 federazioni continentali:
| Nome                   | Sigla  | Sede                             | Federazioni | Pagina web |
| ---------------------- | ------ | -------------------------------- | ----------- | ---------- |
| African Judo Union     | (AJU)  | Tunisi ( Tunisia)                | 44          |            |
| Panamerican Judo Union | (PAJU) | Santo Domingo ( Rep. Dominicana) | 42          |            |
| Judo Union of Asia     | (JUA)  | Madinat al-Kuwait ( Kuwait)      | 38          |            |
| European Judo Union    | (EJU)  | Budapest ( Ungheria)             | 50          |            |
| Oceania Judo Union     | (OJU)  | Auckland ( Nuova Zelanda)        | 17          |            |

## Eventi organizzati dall'IJF
- World Judo Championship
- World Judo Championship Junior (atleti al di sotto dei 21 anni)
- World Judo Championship Cadets (atleti al di sotto dei 18 anni)
- World Judo Championship Veterans (atleti dai 30 anni divisi in 11 gruppi d'età)
- World Judo Championship Kata
- IJF World Tour (Masters, Grand Slam, Grand Prix, Continental Open)